# Higbee
Higbee és una població dels Estats Units a l'estat de Missouri. Segons el cens del 2000 tenia 623 habitants.

## Demografia
Segons el cens del 2000, Higbee tenia 623 habitants, 264 habitatges, i 170 famílies. La densitat de població era de 559,4 habitants per km².
Dels 264 habitatges en un 28% hi vivien nens de menys de 18 anys, en un 47,7% hi vivien parelles casades, en un 11,7% dones solteres, i en un 35,6% no eren unitats familiars. En el 31,1% dels habitatges hi vivien persones soles el 14,4% de les quals corresponia a persones de 65 anys o més que vivien soles. El nombre mitjà de persones vivint en cada habitatge era de 2,36 i el nombre mitjà de persones que vivien en cada família era de 2,92.
Per edats la població es repartia de la següent manera: un 25,5% tenia menys de 18 anys, un 7,9% entre 18 i 24, un 27,3% entre 25 i 44, un 23,4% de 45 a 60 i un 15,9% 65 anys o més.
L'edat mediana era de 39 anys. Per cada 100 dones de 18 o més anys hi havia 98,3 homes.
La renda mediana per habitatge era de 26.813 $ i la renda mediana per família de 31.806 $. Els homes tenien una renda mediana de 26.477 $ mentre que les dones 20.694 $. La renda per capita de la població era de 16.709 $. Entorn del 10,2% de les famílies i el 13,3% de la població estaven per davall del llindar de pobresa.

## Poblacions més properes
El següent diagrama mostra les poblacions més properes.